# Завадув (Люблінське воєводство)
Завадув (пол. Zawadów) — село в Польщі, у гміні Пухачув Ленчинського повіту Люблінського воєводства.
Населення — 330 осіб (2011).
У 1975-1998 роках село належало до Люблінського воєводства.

## Демографія
Демографічна структура станом на 31 березня 2011 року:
|          | Загалом | Допрацездатний вік | Працездатний вік | Постпрацездатний вік |
| -------- | ------- | ------------------ | ---------------- | -------------------- |
| Чоловіки | 157     | 36                 | 106              | 15                   |
| Жінки    | 173     | 41                 | 87               | 45                   |
| Разом    | 330     | 77                 | 193              | 60                   |